# Зельдіна Олена Романівна
Зельдіна Олена Романівна — завідувачка сектору Інституту економіко-правових досліджень НАН України, доктор юридичних наук, професор.

## Освіта
1993 року закінчила економіко-правовий факультет Донецького державного університету за спеціальністю «Правознавство».
У 1997-1999 роках навчалася в аспірантурі Інституту економіко-правових досліджень НАН України

## Трудова й наукова діяльність
Після закінчення університету і дотепер працює в Інституті економіко-правових досліджень НАН України. Працювала на посадах юриста ІІ та І категорії, молодшого науковогр співробітника, наукового співробітника, старшого наукового співробітника. З 2008 року і дотепер — завідувачка сектору проблем реалізації господарського законодавства відділу проблем модернізації господарського права та законодавства Інституту економіко-правових досліджень НАН України.
У 2007 році захистила докторську дисертацію. Автор більш ніж 100 наукових робіт.
2004 року здобула премію Президента України для молодих вчених за проєкт «Спеціальний режим господарювання: проблеми і шляхи їх вирішення».

## Наукові праці
- Спеціальний режим господарювання на територіальному і галузевому рівнях // ПрУ. 2000. № 7
- Специальный режим хозяйствования: проблемы и пути их решения. Д., 2004;
- Специальный режим хозяйствования: теоретические вопросы и направления модернизации. Д., 2007;
- Правовые возможности защиты прав инвесторов по Хозяйственному кодексу Украины // Підприємництво, госп-во і право. 2008. № 12.